# Brachythecium fauriei
Brachythecium fauriei là một loài rêu trong họ Brachytheciaceae. Loài này được Cardot ex Iisiba mô tả khoa học đầu tiên năm 1929.